# Oki Doki
Oki Doki is een Junior Coaster in het Belgische attractiepark Bobbejaanland in Lichtaart en staat in het themagebied Kinderland.
De baan is een Junior Coaster die ontworpen werd door Vekoma en in elkaar gezet door RCS GmbH. De achtbaan werd op 3 april 2004 in gebruik genomen. De achtbaan ligt gelegen naast het water en tussen de boomstamattractie Terra Magma en de hangende achtbaan Dreamcatcher. De achtbaan had tussen 3 april en 31 oktober 2004 de naam Junior Coaster, verwijzend naar het type achtbaan. De werktitel van de attractie was "Vekoma Pipo". Pas vanaf 2005 werd de naam Oki Doki gebruikt, die trouwens verwijst naar de namen van de clowns voorop beide treinen.
De achtbaan heeft 2 treinen, met elk 10 karretjes. In elk karretje kunnen twee mensen plaatsnemen. De karretjes hebben verschillende kleuren. De voorkant van de treinen hebben een vorm van een clown. Bij beide treinen zijn de clowns uniek: de ene steekt de handen in de lucht, de andere houdt ze voor de ogen. Verder bevatten de karretjes ook enkele heupbeugels.
De baan is 436 meter lang en heeft een hoogte van 16,3 meter. De baan bevat onder andere een camelback, een junior butterfly en magneetremmen. De liftheuvel bestaat uit een bandenoptakeling en magneetremmen die dienen als terugrolbeveiliging.

## Afbeeldingen

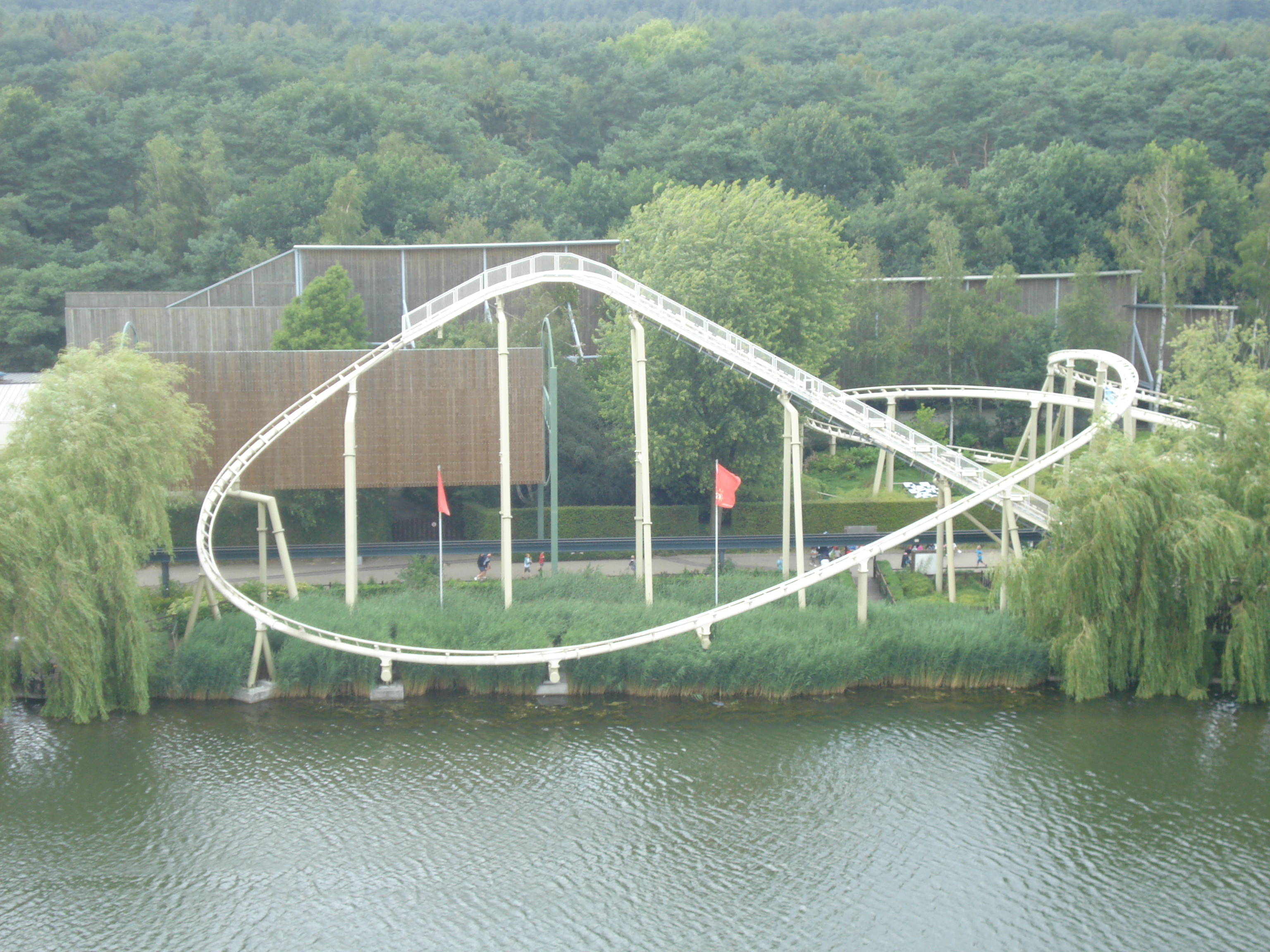
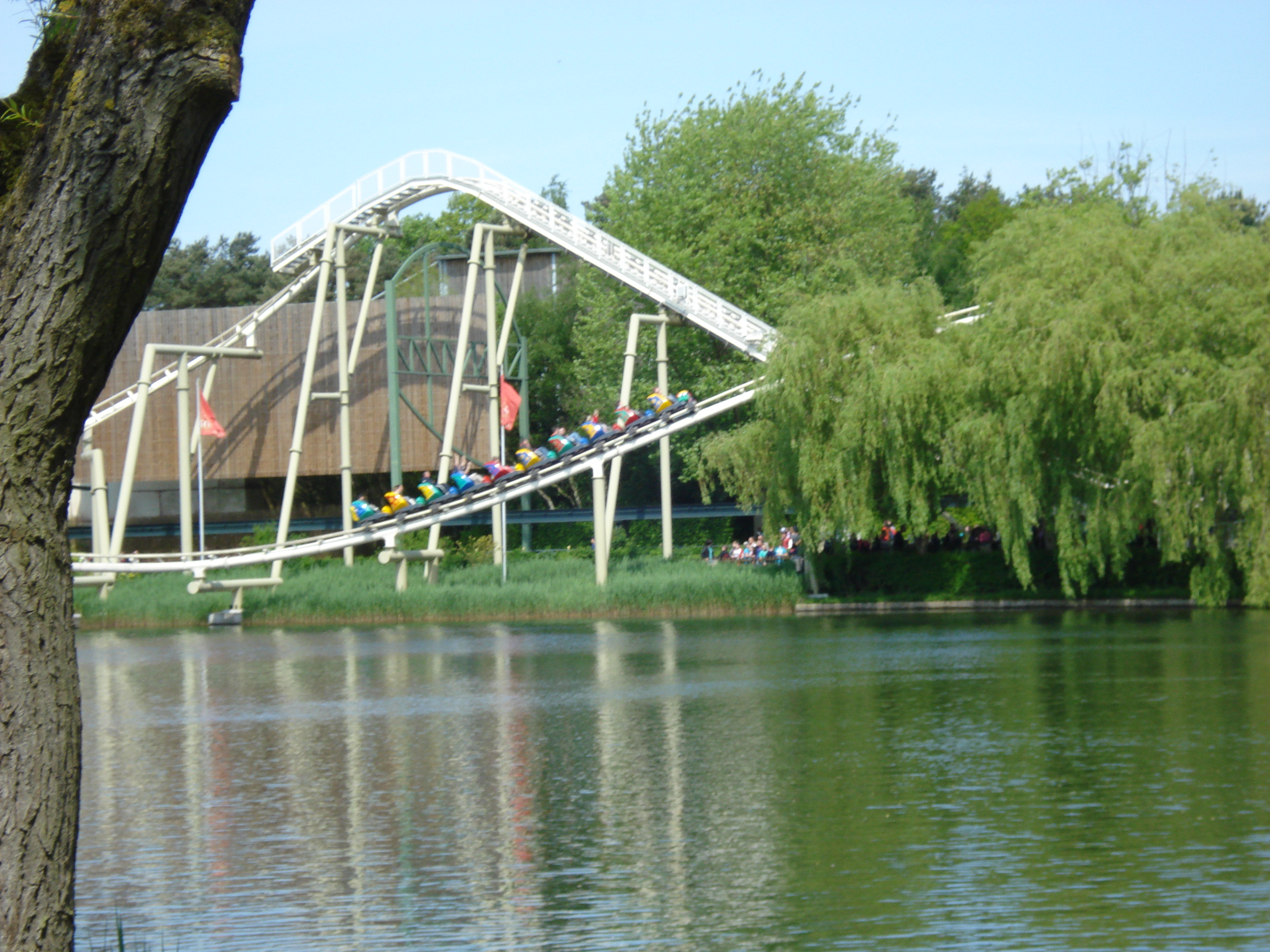

Afbeeldingen